# Wilhelm von Schoen (Diplomat)

Wilhelm von Schoen

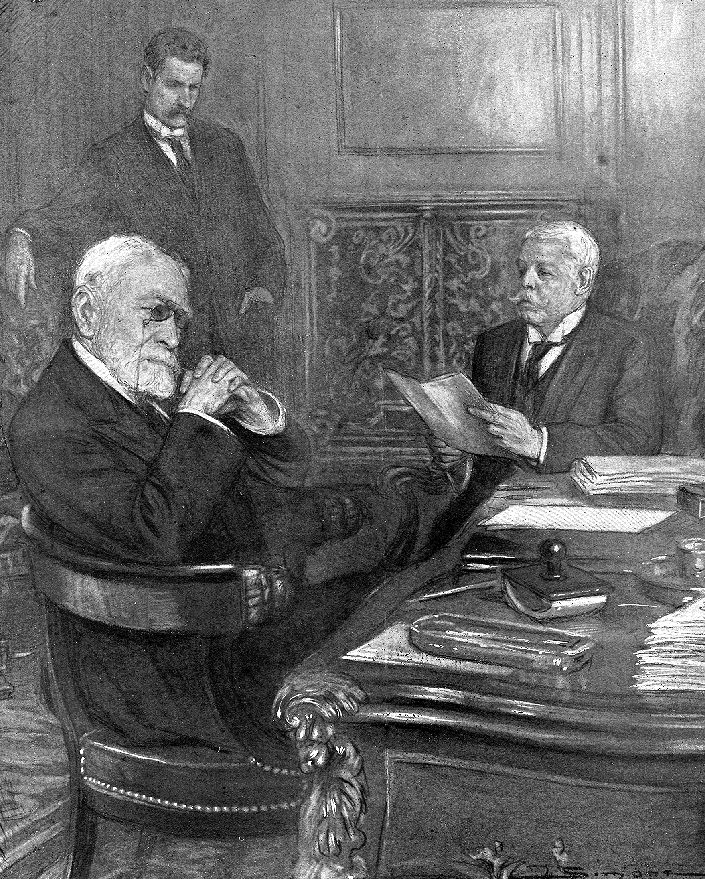
Jean-Baptiste Bienvenu-Martin, Philippe Berthelot und Wilhelm von Schoen

Wilhelm Eduard Freiherr von Schoen (* 3. Juni 1851 in Worms; † 24. April 1933 in Berchtesgaden) war ein deutscher Diplomat. Bekannt wurde er insbesondere als deutscher Botschafter in Paris zu Beginn des Ersten Weltkriegs und als Staatssekretär im Auswärtigen Amt.

## Familie
Schoen war der jüngste Sohn des Fabrikbesitzers und Präsidenten der Handelskammer Worms, Johann August Schoen (1821–September 1856), und dessen Frau, Maria Barbara, geborene Heyl (1819–1865), Tochter von Cornelius Heyl. Seine beiden älteren Brüder waren Cornelius Julius (* 16. März 1848 in Worms; † 7. August 1894) und Friedrich Wilhelm (1849–1941). Nach dem frühen Tod ihres Vaters heiratete die Mutter ihren Schwager, den Kunstmaler Friedrich Wilhelm Schoen, der so auch Stiefvater von Wilhelm Eduard wurde. Die Familie zog nach Berchtesgaden.
1885 heiratete Wilhelm Eduard Bertha Freiin de Groote, Tochter des belgischen Gesandten Charles de Groote. Aus der Ehe gingen zwei Kinder hervor, eines davon der Diplomat Wilhelm Albrecht von Schoen.

## Leben und Wirken
Schoen durchlief zunächst eine militärische Laufbahn als Dragoneroffizier, bevor er 1877 in den Auswärtigen Dienst des Deutschen Kaiserreiches eintrat. Im Zuge seiner diplomatischen Karriere bekleidete er unter anderem Positionen als Botschaftsrat an der diplomatischen Vertretung der deutschen Regierung in Paris (1888–1894) und als deutscher Gesandter in Kopenhagen (1900–1904). Darüber hinaus fungierte von Schoen als Hofrat des Fürsten von Sachsen-Coburg, Alfred. Am 31. März 1905 begleite von Schoen Kaiser Wilhelm II. während seiner sogenannten „Landung“ in der marokkanischen Hafenstadt Tanger, die schließlich in der Ersten Marokkokrise mündete.
1905 wurde von Schoen – nur wenige Monate nach dem Petersburger Blutsonntag (9. Januarjul. / 22. Januar 1905greg.), der zum Ausgangspunkt der Russischen Revolution von 1905 wurde – als deutscher Botschafter nach Sankt Petersburg entsandt. Es folgten eine knapp dreijährige Amtszeit als Staatssekretär des Auswärtigen Amtes in Berlin (Oktober 1907 bis Juni 1910), wo er die Nachfolge von Heinrich Leonhard von Tschirschky und Bögendorff antrat, und schließlich die Ernennung zum deutschen Botschafter für Frankreich in Paris. Auf diesem wichtigen Posten, den er knapp vier Jahre lang innehatte, erlebte von Schoen im Juli 1914 den Beginn des Ersten Weltkriegs, der zum Anlass seiner und seiner Mitarbeiter Rückkehr nach Deutschland wurde. Am 3. August 1914 überreichte Schoen die Kriegserklärung Deutschlands an Frankreich.
1885 war er in den hessischen Adelsstand aufgenommen worden, 1909 wurde Schoen zum Freiherrn erhoben. Für seine Mitwirkung am Deutsch-Französischen Marokkoabkommen vom 9. Februar 1909 erhielt er das Großkreuz der französischen Ehrenlegion.

## Veröffentlichungen
- Der Nationalismus im Leben der Dritten Republik, Berlin 1920 (Mitautor).
- Erlebtes: Beiträge zur politischen Geschichte der neuesten Zeit, Stuttgart 1921 (archive.org).
- The Memoirs of an Ambassador. A Contribution to the Political History of Modern Times, London 1922.
- Mémoires (1900–1914), Paris 1922.
- Deutschland und die Schuldfrage, Berlin 1924.
- Kleiner Führer durch das Berchtesgadener Land, Berchtesgaden 1925.
- The German Declaration of War on France: The Question of Telegram Mutilations. Premier Poincaré versus Ambassador von Schoen, USA 1927.